# Kisvárda Futball Club
Il Kisvárda Futball Club, meglio noto come Kisvárda, è una società calcistica ungherese con sede nella città di Kisvárda. Milita nella Nemzeti Bajnokság I, la massima divisione del campionato ungherese.

## Storia
Nella stagione 2017-2018 conquista un secondo posto in Nemzeti Bajnokság II, venendo così promosso nella prima divisione ungherese. Nella stagione 2020-2021 raggiunge per la prima volta nella sua storia la semifinale della Coppa d'Ungheria; l'anno seguente conquista invece un secondo posto in campionato, miglior piazzamento della sua storia. Nella stagione 2023-2024 raggiunge nuovamente la semifinale di Coppa d'Ungheria.

## Palmarès

### Competizioni nazionali
- Nemzeti Bajnokság III: 2

2012-2013, 2014-2015
- Nemzeti Bajnokság II: 1

2024-2025

## Organico

### Rosa 2023-2024
Aggiornata al 6 febbraio 2024.
| N. |                                 | Ruolo | Calciatore         |
| -- | ------------------------------- | ----- | ------------------ |
| 2  | Ucraina (bandiera)              | D     | Viktor Hej         |
| 3  | Bosnia ed Erzegovina (bandiera) | D     | Aleksandar Jovičić |
| 4  | Ucraina (bandiera)              | D     | Anton Kravčenko    |
| 5  | Serbia (bandiera)               | D     | Miloš Vranjanin    |
| 6  | Ungheria (bandiera)             | C     | Bence Ötvös        |
| 7  | Montenegro (bandiera)           | A     | Driton Camaj       |
| 8  | Bulgaria (bandiera)             | C     | Janis Karabel'ov   |
| 9  | Polonia (bandiera)              | C     | Rafał Makowski     |
| 10 | Ungheria (bandiera)             | C     | Kristopher Vida    |
| 11 | Brasile (bandiera)              | C     | Lucas              |
| 12 | Ucraina (bandiera)              | P     | Artëm Odincov      |
| 18 | Ucraina (bandiera)              | D     | Bohdan Mel'nyk     |
| 20 | Rep. Ceca (bandiera)            | A     | Jaroslav Navrátil  |
| 21 | Ungheria (bandiera)             | D     | Péter Králik       |

| N. |                                 | Ruolo | Calciatore       |
| -- | ------------------------------- | ----- | ---------------- |
| 23 | Ungheria (bandiera)             | D     | Imre Széles      |
| 24 | Croazia (bandiera)              | D     | Dominik Kovačić  |
| 25 | Brasile (bandiera)              | D     | Matheus Leoni    |
| 26 | Ucraina (bandiera)              | A     | Jaroslav Heleš   |
| 27 | Bosnia ed Erzegovina (bandiera) | A     | Jasmin Mešanović |
| 33 | Ungheria (bandiera)             | D     | Tamás Rubus      |
| 40 | Macedonia del Nord (bandiera)   | A     | Mario Ilievski   |
| 41 | Ungheria (bandiera)             | C     | Roland Biró      |
| 67 | Ungheria (bandiera)             | A     | Mihály Nagy      |
| 70 | Ungheria (bandiera)             | C     | Levente Szőr     |
| 88 | Ungheria (bandiera)             | C     | Erik Czérna      |
| 89 | Romania (bandiera)              | P     | Otto Hindrich    |
| 97 | Serbia (bandiera)               | A     | Miloš Spasić     |
| 99 | Ucraina (bandiera)              | P     | Mychajlo Hotra   |

### Rosa 2022-2023
Aggiornata al 25 gennaio 2023.
| N. |                                 | Ruolo | Calciatore         |
| -- | ------------------------------- | ----- | ------------------ |
| 2  | Ucraina (bandiera)              | D     | Viktor Hej         |
| 3  | Bosnia ed Erzegovina (bandiera) | D     | Aleksandar Jovičić |
| 4  | Ucraina (bandiera)              | D     | Anton Kravčenko    |
| 5  | Serbia (bandiera)               | D     | Miloš Vranjanin    |
| 6  | Ungheria (bandiera)             | C     | Bence Ötvös        |
| 7  | Montenegro (bandiera)           | A     | Driton Camaj       |
| 8  | Bulgaria (bandiera)             | C     | Janis Karabel'ov   |
| 9  | Polonia (bandiera)              | C     | Rafał Makowski     |
| 10 | Ungheria (bandiera)             | C     | Kristopher Vida    |
| 11 | Brasile (bandiera)              | C     | Lucas              |
| 12 | Ucraina (bandiera)              | P     | Artëm Odincov      |
| 18 | Ucraina (bandiera)              | D     | Bohdan Mel'nyk     |
| 20 | Rep. Ceca (bandiera)            | A     | Jaroslav Navrátil  |
| 21 | Ungheria (bandiera)             | D     | Péter Králik       |

| N. |                                 | Ruolo | Calciatore       |
| -- | ------------------------------- | ----- | ---------------- |
| 23 | Ungheria (bandiera)             | D     | Imre Széles      |
| 24 | Croazia (bandiera)              | D     | Dominik Kovačić  |
| 25 | Brasile (bandiera)              | D     | Matheus Leoni    |
| 26 | Ucraina (bandiera)              | A     | Jaroslav Heleš   |
| 27 | Bosnia ed Erzegovina (bandiera) | A     | Jasmin Mešanović |
| 33 | Ungheria (bandiera)             | D     | Tamás Rubus      |
| 40 | Macedonia del Nord (bandiera)   | A     | Mario Ilievski   |
| 41 | Ungheria (bandiera)             | C     | Roland Biró      |
| 67 | Ungheria (bandiera)             | A     | Mihály Nagy      |
| 70 | Ungheria (bandiera)             | C     | Levente Szőr     |
| 88 | Ungheria (bandiera)             | C     | Erik Czérna      |
| 89 | Romania (bandiera)              | P     | Otto Hindrich    |
| 97 | Serbia (bandiera)               | A     | Miloš Spasić     |
| 99 | Ucraina (bandiera)              | P     | Mychajlo Hotra   |

### Rosa 2021-2022
Aggiornata al 28 dicembre 2021.
| N. |                       | Ruolo | Calciatore       |
| -- | --------------------- | ----- | ---------------- |
| 2  | Ucraina (bandiera)    | D     | Viktor Hej       |
| 4  | Ucraina (bandiera)    | D     | Anton Kravčenko  |
| 5  | Serbia (bandiera)     | D     | Lazar Ćirković   |
| 6  | Ungheria (bandiera)   | C     | Bence Ötvös      |
| 7  | Montenegro (bandiera) | A     | Driton Camaj     |
| 8  | Bulgaria (bandiera)   | C     | Janis Karabel'ov |
| 10 | Romania (bandiera)    | C     | Claudiu Bumba    |
| 11 | Brasile (bandiera)    | C     | Lucas            |
| 12 | Ucraina (bandiera)    | P     | Artëm Odincov    |
| 13 | Serbia (bandiera)     | C     | Lazar Zličić     |
| 17 | Albania (bandiera)    | A     | Jasir Asani      |
| 18 | Ucraina (bandiera)    | D     | Bohdan Mel'nyk   |
| 19 | Albania (bandiera)    | D     | Herdi Prenga     |

| N. |                                 | Ruolo | Calciatore        |
| -- | ------------------------------- | ----- | ----------------- |
| 20 | Rep. Ceca (bandiera)            | A     | Jaroslav Navrátil |
| 21 | Ungheria (bandiera)             | C     | András Gosztonyi  |
| 25 | Brasile (bandiera)              | D     | Matheus Leoni     |
| 27 | Bosnia ed Erzegovina (bandiera) | A     | Jasmin Mešanović  |
| 32 | Ungheria (bandiera)             | P     | Dávid Dombó       |
| 33 | Ungheria (bandiera)             | D     | Tamás Rubus       |
| 45 | Serbia (bandiera)               | C     | Slobodan Simović  |
| 67 | Ungheria (bandiera)             | A     | Mihály Nagy       |
| 70 | Ungheria (bandiera)             | C     | Levente Szőr      |
| 71 | Romania (bandiera)              | D     | Andrei Peteleu    |
| 77 | Ucraina (bandiera)              | A     | Nikita Gončar     |
| 88 | Ungheria (bandiera)             | C     | Erik Czérna       |
| 99 | Ungheria (bandiera)             | P     | Márk Németh       |

### Rosa 2020-2021
Aggiornata al 18 gennaio 2021.
| N. |                     | Ruolo | Calciatore       |
| -- | ------------------- | ----- | ---------------- |
| 1  | Romania (bandiera)  | P     | Mihai Mincă      |
| 3  | Serbia (bandiera)   | C     | Lazar Zličić     |
| 4  | Ucraina (bandiera)  | D     | Anton Kravčenko  |
| 5  | Serbia (bandiera)   | D     | Lazar Ćirković   |
| 6  | Ungheria (bandiera) | C     | Bence Ötvös      |
| 7  | Brasile (bandiera)  | A     | Sassá            |
| 8  | Bulgaria (bandiera) | C     | Janis Karabel'ov |
| 9  | Ungheria (bandiera) | A     | Zoltán Horváth   |
| 10 | Romania (bandiera)  | C     | Claudiu Bumba    |
| 11 | Brasile (bandiera)  | C     | Lucas            |
| 12 | Ucraina (bandiera)  | P     | Artëm Odincov    |
| 14 | Romania (bandiera)  | D     | Cornel Ene       |
| 17 | Ucraina (bandiera)  | A     | Vasyl' Chimič    |
| 18 | Ucraina (bandiera)  | D     | Bohdan Mel'nyk   |

| N. |                       | Ruolo | Calciatore        |
| -- | --------------------- | ----- | ----------------- |
| 19 | Brasile (bandiera)    | A     | Fernando Viana    |
| 20 | Rep. Ceca (bandiera)  | C     | Jaroslav Navrátil |
| 21 | Ungheria (bandiera)   | C     | András Gosztonyi  |
| 23 | Ungheria (bandiera)   | A     | Márk Kovácsréti   |
| 25 | Brasile (bandiera)    | D     | Matheus Leoni     |
| 30 | Ucraina (bandiera)    | C     | Viktor Hej        |
| 32 | Ungheria (bandiera)   | P     | Dávid Dombó       |
| 33 | Ungheria (bandiera)   | D     | Tamás Rubus       |
| 34 | Ungheria (bandiera)   | A     | Richárd Jelena    |
| 39 | Albania (bandiera)    | D     | Herdi Prenga      |
| 45 | Serbia (bandiera)     | C     | Slobodan Simović  |
| 70 | Ungheria (bandiera)   | C     | Levente Szőr      |
| 77 | Montenegro (bandiera) | A     | Driton Camaj      |

### Rosa 2019-2020
Aggiornata al 1º aprile 2020.
| N. |                     | Ruolo | Calciatore        |
| -- | ------------------- | ----- | ----------------- |
| 1  | Romania (bandiera)  | P     | Mihai Mincă       |
| 3  | Serbia (bandiera)   | D     | Radoš Protić      |
| 4  | Ucraina (bandiera)  | D     | Anton Kravčenko   |
| 5  | Romania (bandiera)  | C     | Claudiu Bumba     |
| 6  | Ungheria (bandiera) | A     | Richárd Jelena    |
| 7  | Brasile (bandiera)  | A     | Sassá             |
| 8  | Grecia (bandiera)   | C     | Stauros Tsoukalas |
| 9  | Ungheria (bandiera) | A     | Patrik Tischler   |
| 11 | Brasile (bandiera)  | C     | Lucas (capitano)  |
| 12 | Serbia (bandiera)   | A     | Nemanja Obradović |
| 14 | Romania (bandiera)  | D     | Cornel Ene        |
| 18 | Ucraina (bandiera)  | D     | Bohdan Mel'nyk    |

| N. |                     | Ruolo | Calciatore       |
| -- | ------------------- | ----- | ---------------- |
| 19 | Brasile (bandiera)  | A     | Fernando Viana   |
| 21 | Ungheria (bandiera) | C     | András Gosztonyi |
| 22 | Ungheria (bandiera) | D     | Ádám Baranyai    |
| 23 | Ungheria (bandiera) | A     | Márk Kovácsréti  |
| 26 | Grecia (bandiera)   | D     | Theodoros Berios |
| 30 | Ucraina (bandiera)  | C     | Viktor Hej       |
| 31 | Ungheria (bandiera) | P     | Illés Zöldesi    |
| 32 | Ungheria (bandiera) | P     | Dávid Dombó      |
| 33 | Ungheria (bandiera) | D     | Tamás Rubus      |
| 45 | Serbia (bandiera)   | C     | Slobodan Simović |
| 91 | Ucraina (bandiera)  | C     | Roman Karasjuk   |